# WrestleMania XI
WrestleMania XI var den 11. udgave af pay-per-view-showet WrestleMania produceret af World Wrestling Federation. Det fandt sted 2. april 1995 fra Hartford Civic Center i Hartford, Connecticut, hvor der var 15.000 tilskuere. John Powell fra SLAM! Wrestling vurderede WrestleMania XI til at være den værste udgave af showet nogensinde. 
Showets main event var en kamp mellem NLF-spilleren Lawrence Taylor og Bam Bam Bigelow. Derudover var der også en VM-titelkamp mellem Diesel og Shawn Michaels.

## Resultater
- Allied Powers (Lex Luger og British Bulldog) besejrede Blu Brothers (Jacob og Eli) (med Uncle Zebekiah)
- WWF Intercontinental Championship: Razor Ramon (med The 1-2-3 Kid) besejrede Jeff Jarrett (med Roadie) via diskvalifikation
  - Jeff Jarrett forsvarede sin titel trods nederlaget.
- The Undertaker (med Paul Bearer) besejrede King Kong Bundy (med Ted DiBiase)
  - Larry Young var dommer i kampen.
- WWF World Tag Team Championship: Owen Hart og Yokozuna (med Mr. Fuji og Jim Cornette) besejrede Smoking Gunns (Billy og Bart)
  - Owen Hart og Yokozuna vandt dermed VM-bælterne.
- Bret Hart besejrede Bob Backlund i en I Quit Match
  - Roddy Piper var dommer i kampen.
- WWF Championship: Diesel (med Pamela Anderson) besejrede Shawn Michaels (med Sid Justice og Jenny McCarthy)
- Lawrence Taylor besejrede Bam Bam Bigelow (med Ted DiBiase)

| Sport | Spire Denne artikel om sport er en spire som bør udbygges. Du er velkommen til at hjælpe Wikipedia ved at udvide den. |